# Pompejus Trogus

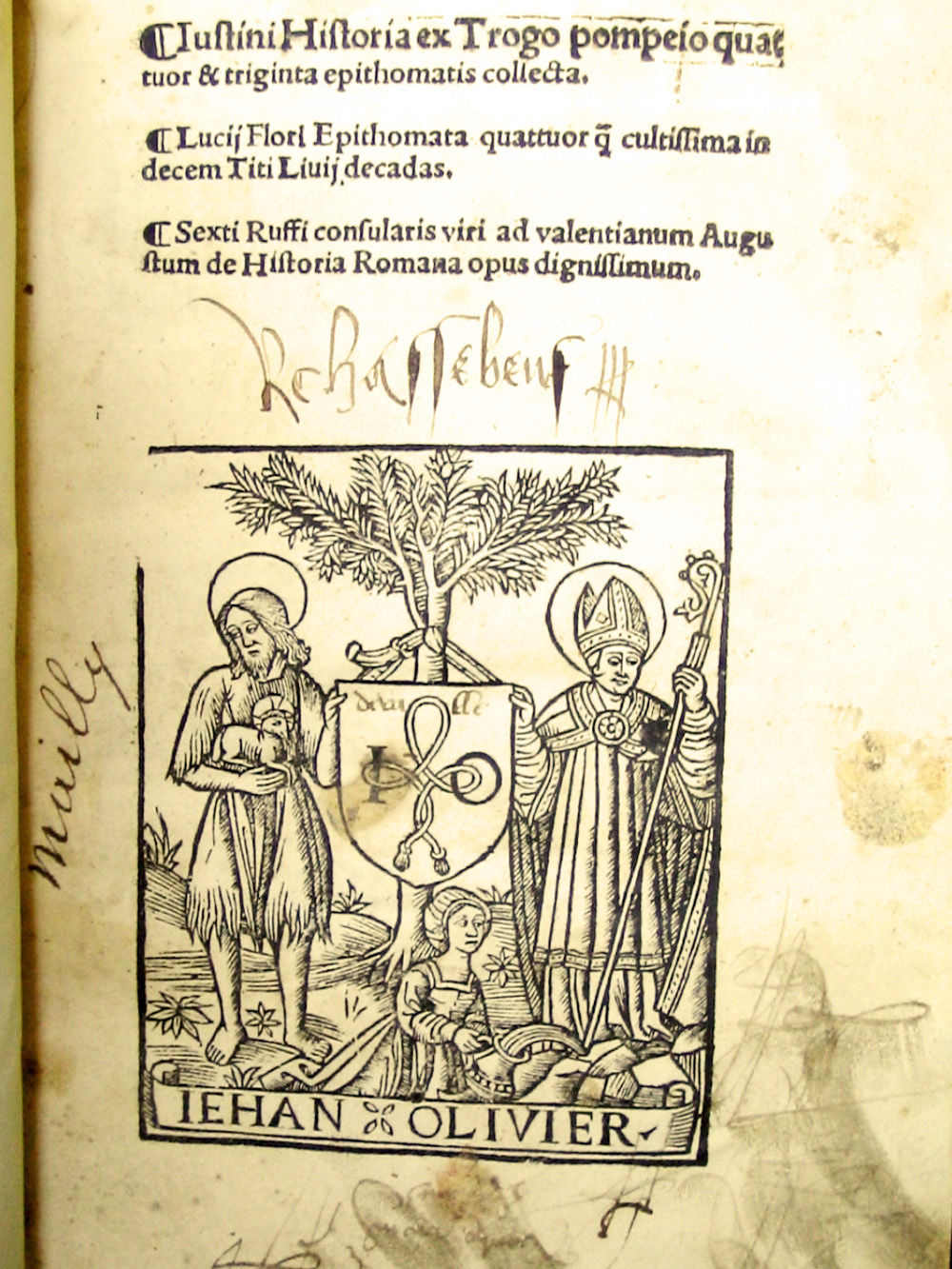
Historiae Philippicae.

Pompejus Trogus var en romersk historiker som levde på kejsar Augustus tid. I hans huvudarbete, en universalhistoria i 44 böcker, står assyrier, perser, parther med flera i centrum, medan traditionell grekisk och romersk historia saknas. Originalet är förlorat, men det finns ett sammandrag, författat av Justinus.

## Biografi och författarskap
Trogus farfar tjänstgjorde i kriget mot Sertorius med Pompejus, genom vars inflytande han fick romerskt medborgarskap; därav namnet Pompejus, som antogs som ett tecken på tacksamhet till hans välgörare. Hans far tjänstgjorde under Julius Caesar i egenskap av sekreterare och tolk.
Trogus själv tycks ha varit en man med encyklopediska kunskaper. I Aristoteles och Theofrastos efterföljd skrev han böcker om naturhistoria och djur och växter, som ofta citeras av Plinius den äldre.
Hans främsta arbete var Historiae Philippicae i fyrtiofyra böcker, så benämnd på grund av makedoniska imperiet, som grundades av Filip II, är det centrala temat i berättelsen. Detta var en allmän historia om de delar av världen som kom under inflytande av Alexander den store och hans efterträdare. Trogus började med den legendariske kung Ninus, grundare av Nineve, och slutade på ungefär samma ställe med Livius. Justinus skrev ett sammandrag av Trogus "förlorade arbete”, och i ett manuskript av Justinus arbete ges en rad prologer eller sammanfattningar av bevarade böcker av okänd hand. Den sista händelsen som registreras av Justinus är återtagning av romerska standar tagna av parterna år 20 f.Kr.
Trogus lämnade den romerska historien därhän fram till den tidpunkt då Grekland och Östern kom i kontakt med Rom, möjligen på grund av att Livius hade behandlat det tillräckligt. Arbetet bygger på skrifter av grekiska historiker, såsom Theopompus (vars Philippica kan ha varit grund till Trogus upplägg), Ephorus, Timaeus, Polybius. Främst på grund av att ett sådant arbete var utanför en romares förmåga, är det allmänt accepterat att Trogus själv inte samlade information från de ledande grekiska historikerna, utan att den redan var samlad till en enda bok av några greker (mest sannolikt Timagenes av Alexandria).
Trogus idé om historien var mera seriös och mindre retorisk än den som framställdes av Sallustius och Livius. Av hans stora verk finns bara bevarat i en av Justinus författad sammanfattning.